# Pholidota (plante)
Pour l’article homonyme, voir Pholidota.
Genre
Classification phylogénétique
Pholidota est un genre de plantes à fleurs de la famille des Orchidaceae (orchidées), au sein de la sous-famille des Epidendroideae.
On dénombre 39 espèces. On trouve les Pholidota en Asie du sud-est, en Asie subtropicale et dans le sud-ouest du pacifique.

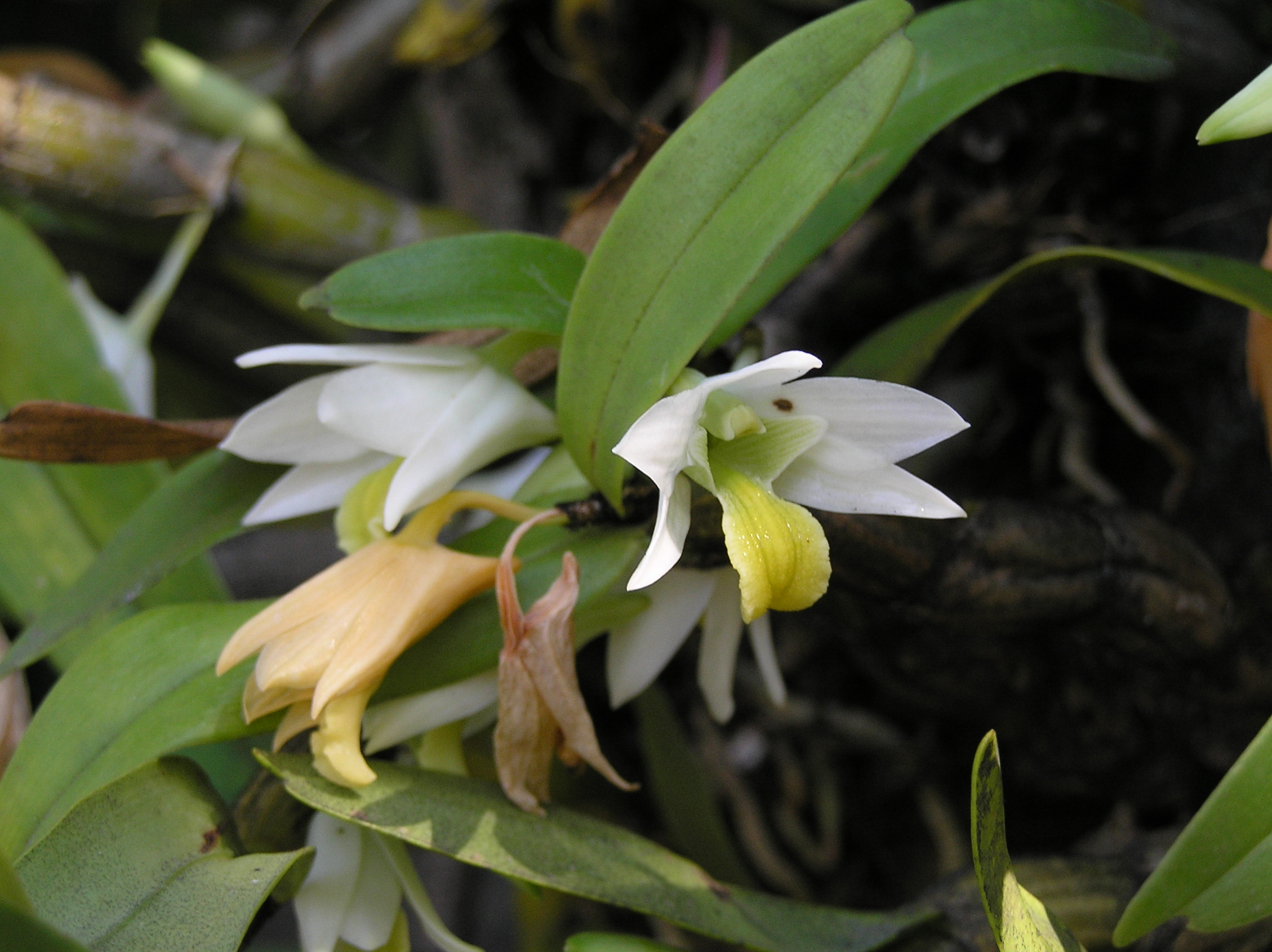
Pholidota articulata, exposition horticole Royal Flora Ratchaphruek, Thaïlande

## Liste des espèces

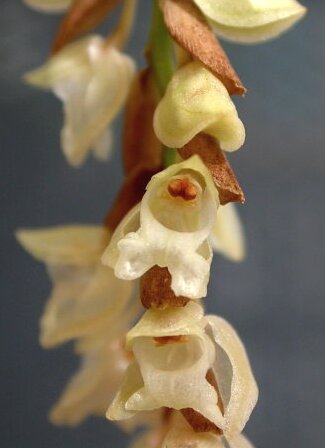
Pholidota imbricata

- Pholidota advena (E.C.Parish & Rchb.f.) Hook.f. 1890.
- Pholidota aidiolepis Seidenf. & de Vogel 1986.
- Pholidota articulata Lindl. 1830.
- Pholidota camelostalix Rchb.f. 1858.
  - Pholidota camelostalix var. camelostalix.
  - Pholidota camelostalix var. vaginata.
- Pholidota cantonensis Rolfe 1896.
- Pholidota carnea (Blume) Lindl. 1830.
  - Pholidota carnea var. carnea.
  - Pholidota carnea var. parviflora.
  - Pholidota carnea var. pumila.
- Pholidota chinensis Lindl. 1847.
- Pholidota clemensii Ames 1920.
- Pholidota convallariae (E.C.Parish & Rchb.f.) Hook.f. 1889.
- Pholidota corniculata Pfitzer & Kraenzl. in H.G.A.Engler (ed.) 1907.
- Pholidota cyclopetala Kraenzl. in H.G.A.Engler (ed.) 1907.
- Pholidota gibbosa (Blume) Lindl. ex de Vriese 1854.
- Pholidota globosa (Blume) Lindl. 1830.
- Pholidota guibertiae Finet 1910.
- Pholidota imbricata Lindl. in W.J.Hooker 1825.
- Pholidota katakiana Phukan 1996.
- Pholidota leveilleana Schltr. 1913.
- Pholidota longibulba Holttum 1947.
- Pholidota longilabra de Vogel 1988.
- Pholidota longipes S.C.Chen & Z.H.Tsi 1983.
- Pholidota mediocris de Vogel 1988.
- Pholidota missionariorum Gagnep. 1931.
- Pholidota nervosa (Blume) Rchb.f. 1857.
- Pholidota niana Y.T.Liu, R.Li & C.L.Long 2002.
- Pholidota pachyglossa Aver. 1999.
- Pholidota pallida Lindl. 1835.
- Pholidota pectinata Ames 1920.
- Pholidota pholas Rchb.f. in W.G.Walpers 1861.
- Pholidota protracta Hook.f. 1889.
- Pholidota pygmaea H.J.Chowdhery & G.D.Pal 1995 publ. 1996.
- Pholidota pyrranthela Gagnep. 1950.
- Pholidota recurva Lindl. 1830.
- Pholidota roseans Schltr. 1913.
- Pholidota rubra Lindl. 1830.
- Pholidota schweinfurthiana L.O.Williams 1938.
- Pholidota sulcata J.J.Sm. 1903.
- Pholidota ventricosa (Blume) Rchb.f. 1857.
- Pholidota wattii King & Pantl. 1897.
- Pholidota yunnanensis Rolfe 1903.